# Михаела Маринова
Вижте пояснителната страница за други личности с името Михаела Маринова.
Михаела Маринова е българска певица, участник във форматите на Нова телевизия „X Factor“, „Маскираният певец“ и „Като две капки вода“. Част е от артистите на българската продуцентска компания Вирджиния Рекърдс. През годините печели редица конкурси в България и в чужбина.

## Биография
Родена е на 7 май 1998 г. в София, България, започва да пее в детска вокална школа на 4 години, а на 6-годишна възраст родителите ѝ я записват и на уроци по пиано и цигулка. От ранна възраст озвучава герои в българските дублажи на „Александра Аудио“ на анимационни филми, сред които „Аристокотките“, „Книга за джунглата 2“, „Зън-зън“, „Мечето Падингтън“ и „Смелата Ваяна“. Печели конкурси за млади таланти в България и чужбина. Била е част от екипа на изпълнителя, който представи България на Детския песенен конкурс „Евровизия“ в Армения като завършват втори. Завършва средното си образование с профил „Поп и джаз пеене“ в НМУ „Любомир Пипков“, а от 2017 г. следва „Музикално-сценична режисура“ в НМА „Проф. Панчо Владигеров“.
Участва в третия сезон на „X Factor“. Тя стига до самия финал на шоуто, когато излиза на една сцена с победителя от английския „X Factor“ Джеймс Артър. „Още първия път, когато видях Михаела, си помислих, че има изключителен талант. Тя притежава всичко необходимо, за да се превърне в световен артист“, казва британската поп звезда за Михаела.
След края на формата „Вирджиния Рекърдс“ предлага на Михаела да се присъедини към останалите артисти на лейбъла и така се стига до първата ѝ песен „Любов за пръв път“, която изпълнява заедно с други две открития на „X Factor“ – Невена Пейкова и Кристина Дончева.
Дебютния си самостоятелен сингъл „Стъпка напред“ Михаела представя на Годишните музикални награди на БГ Радио през май 2015. След официалната си премиера през юли, парчето бързо се изкачва до челните позиции в чартовете на радиата NJoy, The Voice и БГ Радио, телевизия City, сайта Meloman.bg, както и Топ 40 за най-слушаните БГ парчета в стрийминг платформата Spotify. В края на октомври „Стъпка напред“ става най-излъчваната българска песен в радио и телевизионния ефир, а клипът към парчето е с над 6 милиона гледания в YouTube.

## Кариера
През 2014 г. Маринова стига до етапа „Къщи на съдиите“ във втория сезон на „X Factor“. Става едно от избраните 4 момичета в отбора на Саня Армутлиева в третия сезон на шоуто. Стига до финала, на който пее в дует с победителя от „X Factor“ Великобритания Джеймс Артър като завършва на трето място
През февруари 2017 г. стартира участието си в друг риалити формат – „Като две капки вода“. Сред изпълнителите, в които се превъплъщава, са Адел, Ариана Гранде, Бруно Марс, Елвис Пресли, Софи Маринова и Петя Буюклиева. На финала през май, след изпълнението ѝ на песента „My Heart Will Go On“ на Селин Дион, Михаела Маринова е обявена за победителка.
През 2019 г. участва в ролята на Гарванът и спечелва първи сезон на предаването на Нова телевизия „Маскираният певец“. През 2020 г. в първи епизод на втори сезон е гост-детектив.
На 26 март 2020 г. излиза първият ѝ студиен албум „Стъпка напред“.
На 22 февруари 2021 г. започва участието си в All stars сезона на предаването на Нова телевизия „Като две капки вода“.
През 2022 г. Вирджиния Рекърдс издава втория ѝ албум „До безкрай“.

## Дискография

### Студийни албуми
- Стъпка напред (2020)
- До безкрай (2022)
- Черна пеперуда (2024)

### Сингли
| Година | Заглавие              | Албум                                                             |
| ------ | --------------------- | ----------------------------------------------------------------- |
| 2015   | Стъпка напред         | Стъпка напред                                                     |
| 2016   | Не ти ли стига        | Стъпка напред                                                     |
| 2016   | Не ти мисля зло       | Самостоятелен сингъл                                              |
| 2017   | Един срещу друг       | Стъпка напред                                                     |
| 2017   | Листата падат         | Стъпка напред                                                     |
| 2018   | Очи в очи             | Стъпка напред                                                     |
| 2018   | Tiempo                | Самостоятелен сингъл                                              |
| 2019   | Само теб/Now or Never | Стъпка напред (БГ Версия) Самостоятелен сингъл (Английска версия) |
| 2020   | Мога                  | Стъпка напред                                                     |
| 2020   | Страх от самота       | Стъпка напред                                                     |
| 2020   | Другата стая          | Стъпка напред                                                     |
| 2021   | Whispers              | Самостоятелен сингъл                                              |
| 2021   | Сериал                | До безкрай Саундтрак за сезон 2 на „Пътят на честта“              |
| 2021   | Need You              | Самостоятелен сингъл                                              |
| 2022   | До безкрай            | До безкрай                                                        |
| 2022   | Да танцуваш с дявола  | Самостоятелен сингъл                                              |
| 2022   | Две съдби             | До безкрай                                                        |
| 2023   | Сладка грешка         | До безкрай                                                        |
| 2023   | Само ти               | До безкрай                                                        |
| 2023   | Такава любов          | До безкрай                                                        |
| 2024   | Stay                  | Самостоятелен сингъл                                              |
| 2024   | Вселена               | Ново сърце                                                        |
| 2024   | Да избягам            | Черна пеперуда                                                    |
| 2024   | Герой                 | Черна пеперуда                                                    |
| 2025   | Цялата любов          | Черна пеперуда                                                    |
| 2025   | Ти си сърце           | Самостоятелен сингъл                                              |
| 2025   | 100 мечти             | Самостоятелен сингъл                                              |

## Песни
| Година | Заглавие              | Албум                                                             |
| ------ | --------------------- | ----------------------------------------------------------------- |
| 2015   | Стъпка напред         | Стъпка напред                                                     |
| 2016   | Не ти ли стига        | Стъпка напред                                                     |
| 2016   | Не ти мисля зло       | Самостоятелен сингъл                                              |
| 2017   | Един срещу друг       | Стъпка напред                                                     |
| 2017   | Листата падат         | Стъпка напред                                                     |
| 2018   | Очи в очи             | Стъпка напред                                                     |
| 2018   | Tiempo                | Самостоятелен сингъл                                              |
| 2019   | Само теб/Now or Never | Стъпка напред (БГ Версия) Самостоятелен сингъл (Английска версия) |
| 2020   | Мога                  | Стъпка напред                                                     |
| 2020   | Страх от самота       | Стъпка напред                                                     |
| 2020   | Другата стая          | Стъпка напред                                                     |
| 2021   | Whispers              | Самостоятелен сингъл                                              |
| 2021   | Сериал                | До безкрай Саундтрак за сезон 2 на „Пътят на честта“              |
| 2021   | Need You              | Самостоятелен сингъл                                              |
| 2022   | До безкрай            | До безкрай                                                        |
| 2022   | Да танцуваш с дявола  | Самостоятелен сингъл                                              |
| 2022   | Две съдби             | До безкрай                                                        |
| 2023   | Сладка грешка         | До безкрай                                                        |
| 2023   | Само ти               | До безкрай                                                        |
| 2023   | Такава любов          | До безкрай                                                        |
| 2024   | Stay                  | Самостоятелен сингъл                                              |
| 2024   | Вселена               | Ново сърце                                                        |
| 2024   | Да избягам            | Черна пеперуда                                                    |
| 2024   | Герой                 | Черна пеперуда                                                    |
| 2025   | Цялата любов          | Черна пеперуда                                                    |
| 2025   | Ти си сърце           | Самостоятелен сингъл                                              |

## Дублаж
1. „Аристокотките“ – Мари, 2008
2. „Имало едно време едно студио“ – Други гласове, 2023
3. „Камбанка“ – Други гласове, 2008
4. „Книга за джунглата 2“ – Други гласове, 2008
5. „Куче с блог“, 2013
6. „Разбивачът Ралф“ – Други гласове, 2012
7. „Смелата Ваяна“ – Ваяна, 2016[5][6][7]

## Личен живот
Михаела Маринова е сгодена за футболиста на „ОФК Пирин“ Александър Дюлгеров, но се разделят през юли 2022 г.